# オストアルゴイ郡
オストアルゴイ郡（ドイツ語: Landkreis Ostallgäu, アレマン語: Landchrais Oschtallgai）は、ドイツ連邦共和国バイエルン州のシュヴァーベン行政管区南東部に位置する郡。隣接する郡は、北がウンターアルゴイ郡とアウクスブルク郡、東がオーバーバイエルン行政管区のランツベルク・アム・レヒ郡、ヴァイルハイム＝ショーンガウ郡およびガルミッシュ＝パルテンキルヒェン郡、南がオーストリア共和国チロル州、西がオーバーアルゴイ郡である。郡独立市のカウフボイレンは、完全にオストアルゴイ郡に取り囲まれている。

## 地理
郡域は南部にアルプスとその前山部を包含し、北部はシュヴァーベン＝バイエルン高原に連なる。アルプス部分は、アンマーガウアー・アルプスのアンマーガウアー・ホッホプラッテ (2,082m) に至る。アルプス前山部には多くの湖が点在するが、中でもレヒ川の堰止め湖であるフォルゲン湖が最大のものである。レヒ川は郡南部を流れている。ヴェルタハ川が郡西部を南北に流れている。この川はレヒ川左岸の支流であり、アウクスブルクで合流する。

## 歴史
オストアルゴイ郡の郡域は古くからバイエルンに属していた。1804年にはブーフローエ、フュッセン、カウフボイレン、オーバーギュンツブルクに地方裁判所管区が設けられた。カウフボイレンは1809年にクライスに属さない都市となった。それ以外の裁判所管区はいずれも初めはイルラークライスに属した。1817年からはオーバードナウクライス、1838年にはシュヴァーベン・ウント・ノイブルク（後に単にシュヴァーベン）と改名された。
1862年にカウフボイレン裁判区とブーフローエ裁判区はカウフボイレン行政区 (Bezirksamt) に、オーバードルフ裁判区とオーバーギュンツブルク裁判区はオーバードルフ行政区（後にマルクトオーバードルフと改名）に統合された。フュッセン裁判区はそのまま同名の行政区となった。1939年、行政区は「郡」(Landkreis) と改組された。
バイエルン州の郡域再編に伴い、1972年7月1日にカウフボイレン郡、マルクトオーバードルフ郡、フュッセン郡が統合され、新しいマルクトオーバードルフ郡が成立した。この郡は1973年にオストアルゴイ郡（東アルゴイ郡）と改名された。カウフボイレン郡は郡独立市となった。しかし旧カウフボイレン郡の東部は拡大されたランツベルク・アム・レヒ郡に編入され、これによりオーバーバイエルンに移行した。さらに旧マルクトオーバードルフ郡の自治体がヴァイルハイム＝ショーンガウ郡に移された。

## 行政

### 郡議会
2002年と2008年の選挙結果による政党別議席配分は以下の通り。
|                        | 2002年 | 2008年 | 2014年 | 2020年 |
| ---------------------- | ------ | ------ | ------ | ------ |
| CSU                    | 31     | 26     | 26     | 24     |
| Freie Wähler Ostallgäu | 12     | 15     | 11     | 11     |
| SPD                    | 9      | 6      | 7      | 4      |
| GRÜNE                  | 5      | 6      | 7      | 11     |
| Bayernpartei           | 2      | 2      | 4      | 2      |
| FDP                    | 1      | 2      | 1      | 1      |
| Junges Ostallgäu       | 0      | 2      | 2      | 2      |
| ÖDP                    | 0      | 1      | 2      | 2      |
| AfD                    | -      | -      | -      | 3      |
| 計                     | 60     | 60     | 60     | 60     |

### 紋章
図柄: 上部は青地で、悠然と歩く、金の冠を被り金の爪や舌で威嚇する銀の獅子。下部は左右に二分割。向かって左は赤字に下向きの銀の剣。向かって右は銀地に赤い修道院長杖。
この紋章は新しい郡の成立を象徴化したものである。すなわち、この紋章のデザインは旧カウフボイレン郡、マルクトオーバードルフ郡、フュッセン郡を象徴する意匠を組み合わせている。
旧カウフボイレン郡を示すのが、かつてのベネディクト会イールゼー修道院を示す銀の獅子で、これは同時にロンスベルク辺境伯をも暗示する。
マルティンの剣は旧マルクトオーバードルフ郡の紋章から採られた。トゥールーズの聖マルティンはマルクトオーバードルフの町と教会の守護聖人である。
旧フュッセン郡に対応するのが修道院長杖である。これはブーフローエやフュッセン付近を治めたアウクスブルク司教所有のベネディクト会聖マング修道院を示す。アウクスブルク司教は赤と銀の地色で象徴されている。

## 経済と社会資本

### 交通
1847年には早くもルートヴィヒ南北鉄道のアウクスブルクからカウフボイレンの区間が運行され、さらには1852年にはケンプテンにまで延長された。ミュンヘンからメミンゲンまでのバイエルン国営鉄道東西線1872年から74年にかけて敷設されるとブーフローエは重要な接続ポイントとなった。
南北鉄道のビーセンホーフェンから郡庁所在地のマルクトオーバードルフへの支線が1876年に、フォルトゼッツングからレヒブルックが1899年に開通した。マルクトオーバードルフからフュッセンまでアルプス前山部を走る路線は1889年にミュンヘン・ローカル鉄道会社が運営していた。
郡の最南部を走るバイエルン国営鉄道ケンプテン - ロイテ線は1895年にプフロンテン＝リートまでが完成し、1905年に国境を越えてチロルに至った。さらに1913年にはオーバーバイエルンのガルミッシュ＝パルテンキルヒェンにまで延長された（アウサーフェルン鉄道）。
フュッセン駅と数kmしか離れていないアウサーフェルン鉄道のウルリヒスブリュッケ＝フュッセン駅とを結ぶことが計画されたのだが建設はされていない。
郡内で最後に鉄道が拡張されたのは1922年から23年にかけてのドイツ鉄道によるカウフボイレン - ショーンガウ間の接続であった。この路線は1972年に再び廃止された。マルクトオーバードルフ - レヒブルック間の路線は1963年にはすでに時刻表から消えていた。最大時は153kmあった鉄道網はほぼ1/3が削減され、111kmが残っている。

## 市町村
オストアルゴイ郡には45の市町村がある。このうち市は3つ、市場町は7つである。
（かっこ内の数値は、2023年12月31日時点の人口である。）
| 市 1. ブーフローエ (Buchloe 14,119) 2. フュッセン (Füssen 16,072) 3. マルクトオーバードルフ (Marktoberdorf 19,033) 市場町 1. イールゼー (Irsee 1,573) 2. カルテンタール (Kaltental 1,789) 3. ネッセルヴァング (Nesselwang 3,845) 4. オーバーギュンツブルク (Obergünzburg 6,543) 5. ロンスベルク (Ronsberg 1,720) 6. ウンターティンガウ (Unterthingau 2,900) 7. ヴァール (Waal 2,397) 町村 1. アイトラング (Aitrang 2,085) 2. バイスヴァイル (Baisweil 1,388) 3. ビディンゲン (Bidingen 1,898) 4. ビーセンホーフェン (Biessenhofen 4,308) 5. エッゲンタール (Eggenthal 1,456) 6. アイゼンベルク (Eisenberg 1,237) 7. フリーゼンリート (Friesenried 1,585) 8. ゲルマリンゲン (Germaringen 4,020) 9. ゲリスリート (Görisried 1,382) 10. ギュンツァハ (Günzach 1,414) 11. ハルプレヒ (Halblech 3,611) 12. ホプフェラウ (Hopferau 1,268) 13. イェンゲン (Jengen 2,638) 14. クラフティスリート (Kraftisried 935) 15. ラマーディンゲン (Lamerdingen 2,225) 16. レヒブルック・アム・ゼー (Lechbruck am See 2,844) 17. レンゲンヴァング (Lengenwang 1,531) 18. マウアーシュテッテン (Mauerstetten 3,285) 19. オーバーオステンドルフ (Oberostendorf 1,537) 20. オスターツェル (Osterzell 737) 21. プフォルツェン (Pforzen 2,420) 22. プフロンテン (Pfronten 8,449) 23. レッテンバッハ・アム・アウアーベルク (Rettenbach a.Auerberg 903) 24. リーデン (Rieden 1,385) 25. リーデン・アム・フォルゲンゼー (Rieden am Forggensee 1,408) 26. ロスハウプテン (Roßhaupten 2,295) 27. リュックホルツ (Rückholz 996) 28. ルーデラーツホーフェン (Ruderatshofen 1,755) 29. シュヴァンガウ (Schwangau 3,453) 30. ゼーク (Seeg 3,103) 31. シュテッテン・アム・アウアーベルク (Stötten a.Auerberg 1,996) 32. シュテットヴァング (Stöttwang 1,936) 33. ウントラスリート (Untrasried 1,702) 34. ヴァルト (Wald 1,173) 35. ヴェステンドルフ (Westendorf 1,953) | 行政共同体 1. ビーセンホーフェン行政共同体 （アイトラング、ビディンゲン、ビーセンホーフェン、ルーデラーツホーフェン） 2. ブーフローエ行政共同体 （ブーフローエ、ヴァール、イェンゲン、ラマーディンゲン） 3. エッゲンタール行政共同体 （バイスヴァイル、エッゲンタール、フリーゼンリート） 4. オーバーギュンツブルク行政共同体 （オーバーギュンツブルク、ギュンツァハ、ウントラスリート） 5. プフォルツェン行政共同体 （イールゼー、プフォルツェン、リーデン） 6. ロスハウプテン行政共同体 （リーデン・アム・フォルゲンゼー、ロスハウプテン） 7. ゼーク行政共同体 （アイゼンベルク、ホプフェラウ、レンゲンヴァング、リュックホルツ、ゼーク、ヴァルト） 8. シュテッテン・アム・アウアーベルク行政共同体 （レッテンバッハ・アム・アウアーベルク、シュテッテン・アム・アウアーベルク） 9. ウンターティンガウ行政共同体 （ウンターティンガウ、ゲリスリート、クラフティスリート） 10. ヴェステンドルフ行政共同体 （カルテンタール、オーバーオステンドルフ、オスターツェル、シュテットヴァング、ヴェステンドルフ） |

## 引用
1. 1 2  https://www.statistikdaten.bayern.de/genesis/online?operation=result&code=12411-003r&leerzeilen=false&language=de Genesis-Online-Datenbank des Bayerischen Landesamtes für Statistik Tabelle 12411-003r Fortschreibung des Bevölkerungsstandes: Gemeinden, Stichtag (Einwohnerzahlen auf Grundlage des Zensus 2011)
2. ↑  バイエルン州統計・データ管理局: Kommunalwahlen in Bayern am 16. März 2014: Wahl zum Kreistag in 777 Ostallgäu（2014年8月13日 閲覧）
3. ↑  “Wahl des Kreistags - Kommunalwahlen 2020 im Landkreis Ostallgäu - Gesamtergebnis”. 2021年4月10日閲覧。